# Scottish FA Cup 1994/95

Der Scottish FA Cup wurde 1994/95 zum 110. Mal ausgespielt. Der wichtigste schottische Fußball-Pokalwettbewerb der vom Schottischen Fußballverband geleitet wurde, begann am 17. Dezember 1994 und endete mit dem Finale am 27. Mai 1995 im Glasgower Hampden Park. Titelverteidiger Dundee United, der sich im Vorjahresfinale gegen die Glasgow Rangers durchsetzen konnte, schied im diesjährigen Achtelfinale gegen Heart of Midlothian aus dem Wettbewerb aus. Mit einem 1:0-Sieg über den Zweitligisten Airdrieonians FC konnte Celtic Glasgow nach dem letzten Pokalsieg 1989 den insgesamt 30. Titel der Vereinshistorie feiern. Für den Airdrieonians FC war es im vierten Finale die dritte Niederlage in Folge. Der erste und einzige Pokalsieg konnte 1924 errungen werden. Im Jahr 2002 meldete der Verein Insolvenz an und wurde aufgelöst. Durch den Pokalsieg konnten sich die Bhoys in Green gleichzeitig für die Europapokal der Pokalsieger-Saison 1995/96 qualifizieren. Dort schied das Team gegen den französischen Verein Paris Saint-Germain aus.

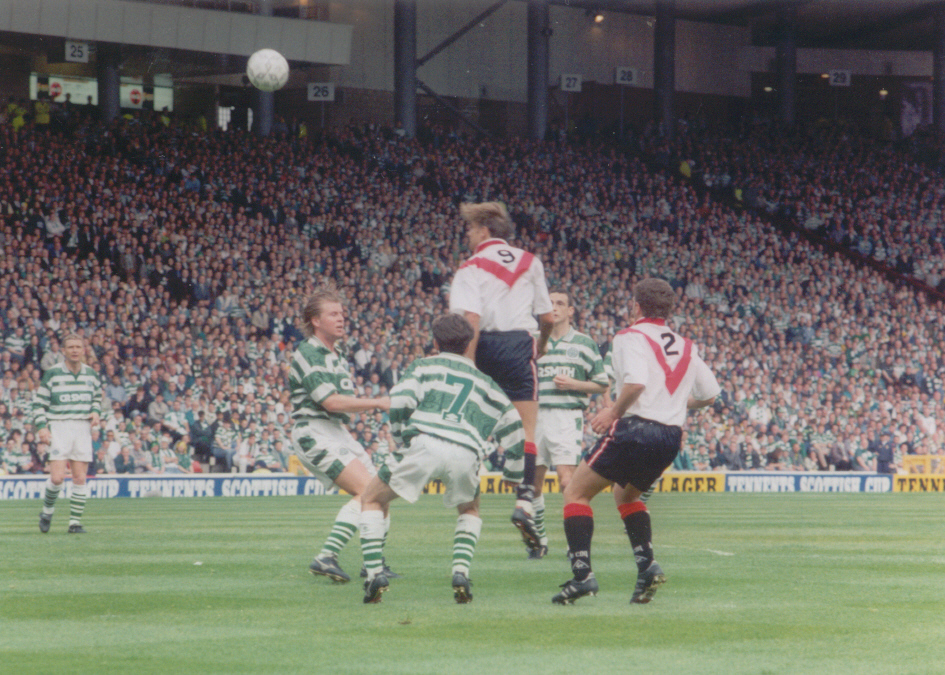
Spielszene aus dem Finale

## 1. Runde
Ausgetragen wurden die Begegnungen am 17. Dezember 1994.
|                  | Ergebnis |                       |
| ---------------- | -------- | --------------------- |
| Albion Rovers    | 2:5      | FC Montrose           |
| FC Dumbarton     | 3:3      | Stirling Albion       |
| Inverness CT     | 1:2      | Queen of the South    |
| FC Stenhousemuir | 3:0      | FC East Stirlingshire |

### Wiederholungsspiel
|                 | Ergebnis |              |
| --------------- | -------- | ------------ |
| Stirling Albion | 3:0      | FC Dumbarton |

## 2. Runde
Ausgetragen wurden die Begegnungen am 7. Januar 1995.
|                         | Ergebnis |                        |
| ----------------------- | -------- | ---------------------- |
| Alloa Athletic          | 2:3      | Ross County            |
| Brechin City            | 2:3      | Stirling Albion        |
| Buckie Thistle          | 1:4      | Berwick Rangers        |
| FC Burntisland Shipyard | 6:2      | St. Cuthbert Wanderers |
| Cove Rangers            | 2:1      | FC Cowdenbeath         |
| Forfar Athletic         | 0:1      | FC Livingston          |
| Gala Fairydean Rovers   | 2:6      | FC East Fife           |
| FC Keith                | 2:2      | FC Huntly              |
| Queen of the South      | 0:2      | FC Clyde               |
| FC Queen’s Park         | 2:2      | Greenock Morton        |
| FC Stenhousemuir        | 4:0      | FC Arbroath            |
| FC Whitehill Welfare    | 0:0      | FC Montrose            |

### Wiederholungsspiele
|                 | Ergebnis |                      |
| --------------- | -------- | -------------------- |
| FC Huntly       | 3:1      | FC Keith             |
| FC Montrose     | 5:2      | FC Whitehill Welfare |
| Greenock Morton | 2:1      | FC Queen’s Park      |

## 3. Runde
Ausgetragen wurden die Begegnungen zwischen dem 28. Januar und 6. Februar 1995. Die Wiederholungsspiele fanden am 7. Februar 1995 statt.
|                     | Ergebnis |                         |
| ------------------- | -------- | ----------------------- |
| FC Aberdeen         | 1:0      | FC Stranraer            |
| Celtic Glasgow      | 2:0      | FC St. Mirren           |
| FC Clydebank        | 1:1      | Heart of Midlothian     |
| Cove Rangers        | 0:4      | Dunfermline Athletic    |
| FC Dundee           | 2:1      | Partick Thistle         |
| Dundee United       | 0:0      | FC Clyde                |
| FC East Fife        | 1:0      | Ross County             |
| FC Falkirk          | 0:2      | FC Motherwell           |
| Hamilton Academical | 1:3      | Glasgow Rangers         |
| FC Huntly           | 7:0      | FC Burntisland Shipyard |
| FC Kilmarnock       | 0:0      | Greenock Morton         |
| FC Livingston       | 1:1      | Berwick Rangers         |
| FC Montrose         | 0:2      | Hibernian Edinburgh     |
| Raith Rovers        | 1:0      | Ayr United              |
| FC St. Johnstone    | 1:1      | FC Stenhousemuir        |
| Stirling Albion     | 1:2      | Airdrieonians FC        |

### Wiederholungsspiele
|                     | Ergebnis        |                  |
| ------------------- | --------------- | ---------------- |
| Berwick Rangers     | ?:? (6:7 i. E.) | FC Livingston    |
| FC Clyde            | 1:5             | Dundee United    |
| Heart of Midlothian | 2:1             | FC Clydebank     |
| Greenock Morton     | 1:2             | FC Kilmarnock    |
| FC Stenhousemuir    | 4:0             | FC St. Johnstone |

## Achtelfinale
Ausgetragen wurden die Begegnungen zwischen dem am 18. und 20. Februar 1995 statt.
|                     | Ergebnis |                      |
| ------------------- | -------- | -------------------- |
| Airdrieonians FC    | 2:0      | Dunfermline Athletic |
| Celtic Glasgow      | 3:0      | FC Livingston        |
| FC Dundee           | 1:2      | Raith Rovers         |
| Heart of Midlothian | 4:2      | Glasgow Rangers      |
| Hibernian Edinburgh | 2:0      | FC Motherwell        |
| FC Huntly           | 1:3      | Dundee United        |
| FC Kilmarnock       | 4:0      | FC East Fife         |
| FC Stenhousemuir    | 2:0      | FC Aberdeen          |

## Viertelfinale
Ausgetragen wurden die Begegnungen zwischen dem am 10. und 12. März 1995.
|                     | Ergebnis |                     |
| ------------------- | -------- | ------------------- |
| Celtic Glasgow      | 1:0      | FC Kilmarnock       |
| Heart of Midlothian | 2:1      | Dundee United       |
| Raith Rovers        | 1:4      | Airdrieonians FC    |
| FC Stenhousemuir    | 0:4      | Hibernian Edinburgh |

## Halbfinale
Ausgetragen wurden die Begegnungen am 7. und 8. April 1995. Die beiden Halbfinalspiele wurden im Ibrox und Celtic Park ausgespielt.
|                     | Ergebnis |                     |
| ------------------- | -------- | ------------------- |
| Airdrieonians FC    | 1:0      | Heart of Midlothian |
| Hibernian Edinburgh | 0:0      | Celtic Glasgow      |

### Wiederholungsspiel
|                | Ergebnis |                     |
| -------------- | -------- | ------------------- |
| Celtic Glasgow | 3:1      | Hibernian Edinburgh |

## Finale
| Celtic Glasgow                                                              | Celtic Glasgow | Airdrieonians FC | Airdrieonians FC |
| --------------------------------------------------------------------------- | --- | --- | ---------------- |
| Celtic Glasgow                                                              | \| Finale \| \| Samstag, 27. Mai 1995 um 15:00 Uhr (Ortszeit WEZ) in Glasgow (Hampden Park) \| \| Ergebnis: 1:0 (1:0) \| \| Zuschauer: 36.915 \| \| Schiedsrichter: Leslie Mottram \| \| Spielbericht \|                              | \| Finale \| \| Samstag, 27. Mai 1995 um 15:00 Uhr (Ortszeit WEZ) in Glasgow (Hampden Park) \| \| Ergebnis: 1:0 (1:0) \| \| Zuschauer: 36.915 \| \| Schiedsrichter: Leslie Mottram \| \| Spielbericht \|               | Airdrieonians FC |
| Celtic Glasgow                                                              | Pat Bonner – Rudi Vata, Tosh McKinlay, Mark McNally, Tommy Boyd – Peter Grant, Paul McStay, Brian McLaughlin, John Collins – Pierre van Hooijdonk (39. Willie Falconer), Simon Donnelly (70. Phil O’Donnell) Cheftrainer: Tommy Burns | John Martin – Sandy Stewart, Jimmy Sandison, Graham Hay (82. Tommy McIntyre), Paul Jack – Jimmy Boyle, Kenny Black, Paul Harvey (51. Tony Smith), Steve Cooper – Alan Lawrence, Andy Smith Cheftrainer: Alex MacDonald | Airdrieonians FC |
| Celtic Glasgow                                                              | 1:0 Pierre van Hooijdonk (9.) | | Airdrieonians FC |
| Finale                                                                      | | |                  |
| Samstag, 27. Mai 1995 um 15:00 Uhr (Ortszeit WEZ) in Glasgow (Hampden Park) | | |                  |
| Ergebnis: 1:0 (1:0)                                                         | | |                  |
| Zuschauer: 36.915                                                           | | |                  |
| Schiedsrichter: Leslie Mottram                                              | | |                  |
| Spielbericht                                                                | | |                  |